# Central Japan Railway Company
Central Japan Railway Company (東海旅客鉄道株式会社, Tōkai Ryokaku Tetsudō Kabushiki-gaisha) (TSE : 9022) est une société japonaise de transport ferroviaire, faisant partie des entreprises constitutives de Japan Railways (JR). Elle est la principale compagnie opérant dans la région du Chūbu (Nagoya) au centre de l'archipel. Elle est également appelée JR Central (JR東海, Jeiāru Tōkai).

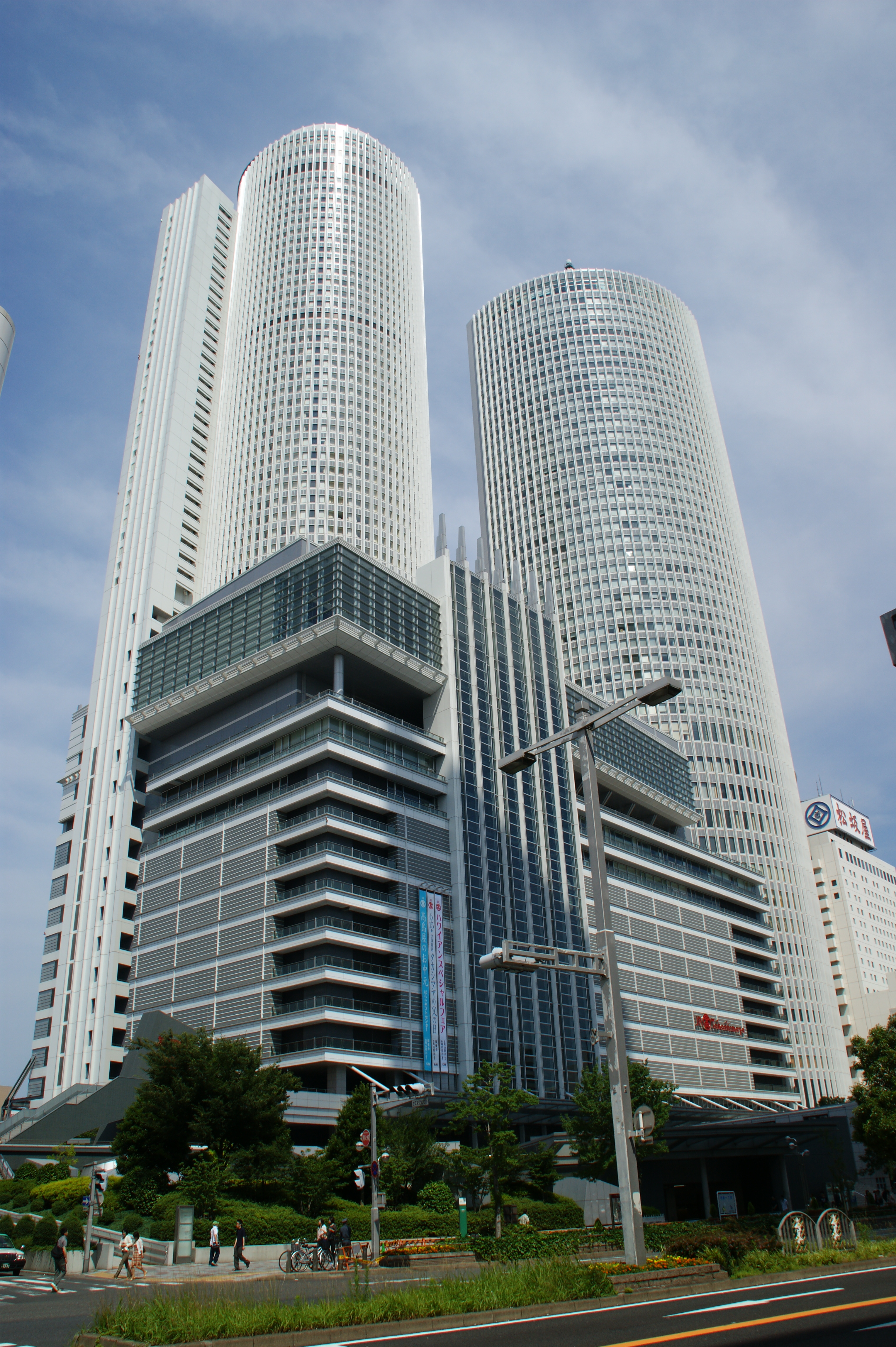
Les JR Central Towers, siège de la compagnie, à Nakamura, Nagoya

Le centre opérationnel de la compagnie se trouve à Nagoya. La ligne la plus fréquentée est la  ligne principale Tōkaidō entre la gare d'Atami et celle de Maibara. JR Central exploite également la ligne Shinkansen Tōkaidō entre la gare de Tokyo et celle de Shin-Osaka. En plus elle s'occupe du Shinkansen Chūō et du train à lévitation magnétique Maglev, où une portion de démonstration a été construite.

## Lignes

### Shinkansen
La JR Central exploite l'ensemble de la ligne Shinkansen Tōkaidō entre Tokyo et Shin-Osaka (552,6 km).

### Lignes classiques
| Symbole | Ligne                     | Nom japonais | Terminus               | Longueur (km) | Gares |
| ------- | ------------------------- | ------------ | ---------------------- | ------------- | ----- |
| CA      | Ligne principale Tōkaidō  | 東海道本線   | Atami - Maibara        | 341,3         | 83+2  |
| CB      | Ligne Gotemba             | 御殿場線     | Kōzu - Numazu          | 60,2          | 19    |
| CC      | Ligne Minobu              | 身延線       | Fuji - Kōfu            | 88,4          | 39    |
| CD      | Ligne Iida                | 飯田線       | Toyohashi - Tatsuno    | 195,7         | 94    |
| CE      | Ligne Taketoyo            | 武豊線       | Ōbu - Taketoyo         | 19,3          | 10    |
| CF      | Ligne principale Chūō     | 中央本線     | Shiojiri - Nagoya      | 174,8         | 41    |
| CG      | Ligne principale Takayama | 高山本線     | Gifu - Inotani         | 189,2         | 36    |
| CI      | Ligne Taita               | 太多線       | Tajimi - Mino-Ōta      | 17,8          | 8     |
| CJ      | Ligne principale Kansai   | 関西本線     | Nagoya - Kameyama      | 59,9          | 18    |
|         | Ligne principale Kisei    | 紀勢本線     | Kameyama - Shingū      | 180,2         | 40    |
|         | Ligne Meishō              | 名松線       | Matsusaka - Ise-Okitsu | 43,5          | 15    |
|         | Ligne Sangū               | 参宮線       | Taki - Toba            | 29,1          | 11    |

La ligne Jōhoku (Kachigawa - Biwajima, 11,2 km) appartient à la JR Central mais les trains sont exploités par la Tokai Transport Service Company.

## Liste des trains express
| Type            | Nom           | Japonais       | Trajet                         | Matériel roulant |
| --------------- | ------------- | -------------- | ------------------------------ | ---------------- |
| Shinkansen      | Nozomi        | のぞみ         | Tokyo - Shin-Osaka - Hakata    | Série N700A/S    |
| Shinkansen      | Hikari        | ひかり         | Tokyo - Shin-Osaka - Okayama   | Série N700A/S    |
| Shinkansen      | Kodama        | こだま         | Tokyo - Shin-Osaka             | Série N700A/S    |
| Limited Express | Fujikawa      | ふじかわ       | Shizuoka - Kōfu                | Série 373        |
| Limited Express | Hida          | ひだ           | Nagoya - Takayama - Toyama     | Série HC85       |
| Limited Express | Inaji         | 伊那路         | Toyohashi - Iida               | Série 373        |
| Limited Express | Nanki         | 南紀           | Nagoya - Shingū - Kii-Katsuura | Série HC85       |
| Limited Express | Shinano       | しなの         | Nagoya - Nagano                | Série 383        |
| Limited Express | Sunrise Seto  | サンライズ出雲 | Tokyo - Takamatsu              | Série 285        |
| Limited Express | Sunrise Izumo | サンライズ出雲 | Tokyo - Izumoshi               | Série 285        |
| Rapid           | Mie           | みえ           | Nagoya - Iseshi - Toba         | Série KiHa 75    |